# Restrepia muscifera
Restrepia muscifera (Rchb. f.) Lindl., 1859 es una especie de orquídeas de la familia de las Orchidaceae.
El epíteto 'muscifera' es una palabra latina que significa 'fly bearing' ("portadora de moscas"), en alusión a la apariencia de la flor.
Es una diminuta orquídea cespitosa que se encuentra desde el sur de México a Colombia, y en Perú, en selva tropical y montano a altitudes de 300 a 2300 m s. n. m.
Esta epifita orquídea carece de pseudobulbos. La única hoja, erecta, gruesa y correosa, es de forma elipsoide. La raíz aérea luce como finos cabellos.
Produce flores que se desarrollan al mismo tiempo en la base de cada hoja y llegan a medir 23 mm.
El sépalo es dorsal, erecto, generalmente translúcido blanco con manchas rojo negruzcas. Están fusionados lateralmente por sépalos (sinsépalos) con una longitud de cerca de 25 mm y una pequeña hendidura al ginal. 
Las hay de varios colores: en general con translucencia blanca, y contrastes en rojizo púrpura, con pecas en un patrón de línea ovalada. Los pétalos laterales, largos, terminan en una cubierta amarilla. 

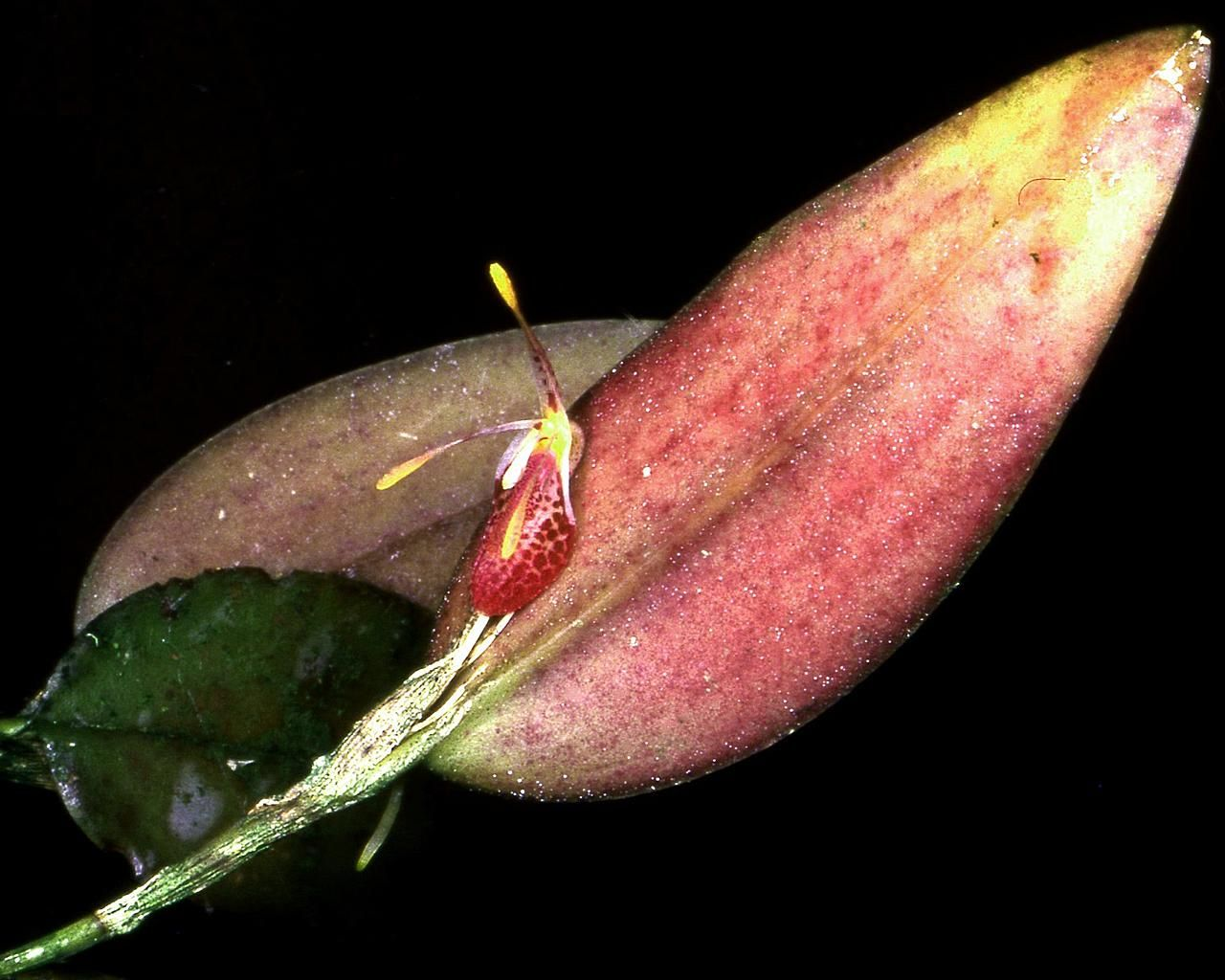
Parte de la planta.

El labellum es ovalado y corto. Muestra las mismas variaciones de pecas rojo oscuras y manchas magenta.

## Sinonimia
1. Pleurothallis dayana [Rchb.f] Lo Williams 1940
2. Pleurothallis muscifera Lindl. 1842
3. Restrepia dayana Rchb.f 1875
4. Restrepia lansbergii Rchb.f 1861
5. Restrepia muscifera subsp. shuttleworthii (Rolfe) H. Mohr
6. Restrepia powellii Schlechter 1922
7. Restrepia shuttleworthii Rolfe 1892
8. Restrepia tonduzii Schlechter 1922